# Spirostreptus notatus
Spirostreptus notatus är en mångfotingart som beskrevs av Porath 1872. Spirostreptus notatus ingår i släktet Spirostreptus och familjen Spirostreptidae. Inga underarter finns listade i Catalogue of Life.